# Carlos Osorio Granado
Carlos Osorio Granado (Caracas, Venezuela, 1955) Poeta, traductor, artista plástico y músico. Es licenciado en Educación, Mención Artes Plásticas, por la Universidad de Carabobo. Trabaja en el Departamento de Literatura de la Dirección de Cultura de la UC. Es Subdirector de la revista Poesía y pertenece al Comité Organizador del Encuentro Internacional Poesía Universidad de Carabobo (EIPUC), que se realiza en dicha casa de estudio. Algunos de sus poemas han sido traducidos al inglés y al portugués. Ha recibido varios premios tanto por su poesía como por su obra plástica. Actualmente reside en la ciudad de Valencia, Carabobo.

## Obra poética
- Saravá (1988)
- Albricias (1992)
- Caminería (1998)
- Vaivén (1999)
- Amatoria (2004).
- Azimut y El camino (2013)